# Sewnet Bishaw
Sewnet Bishaw (Gojjam, 1º gennaio 1952) è un allenatore di calcio etiope.

## Carriera
Ha guidato la Nazionale etiope alla Coppa d'Africa 2013.